# Pietro Musone (Komponist)
Pietro Musone (* 13. März 1847 in Casapulla; † 1879) war ein italienischer Komponist.
Musone erlernte als Jugendlicher in der Städtischen Kapelle von Caserta die Grundlagen von Kontrapunkt und Harmonielehre. Vom 18. bis zum 22. Lebensjahr absolvierte er einen  freiwilligen Militärdienst und lernte als Kapellmeister des 6. Grenadierregiments zahlreiche Städte Italiens kennen. Nach der Militärzeit entstanden seine drei lyrischen Opern, die jeweils eine historische Persönlichkeit zum Gegenstand hatten: Luís de Camões, Wallenstein und Carlo di Borgogna. Alle drei wurden am Teatro Mercadante in Neapel (1872, 1873 und 1876) uraufgeführt.